# Morteza Mahjoob

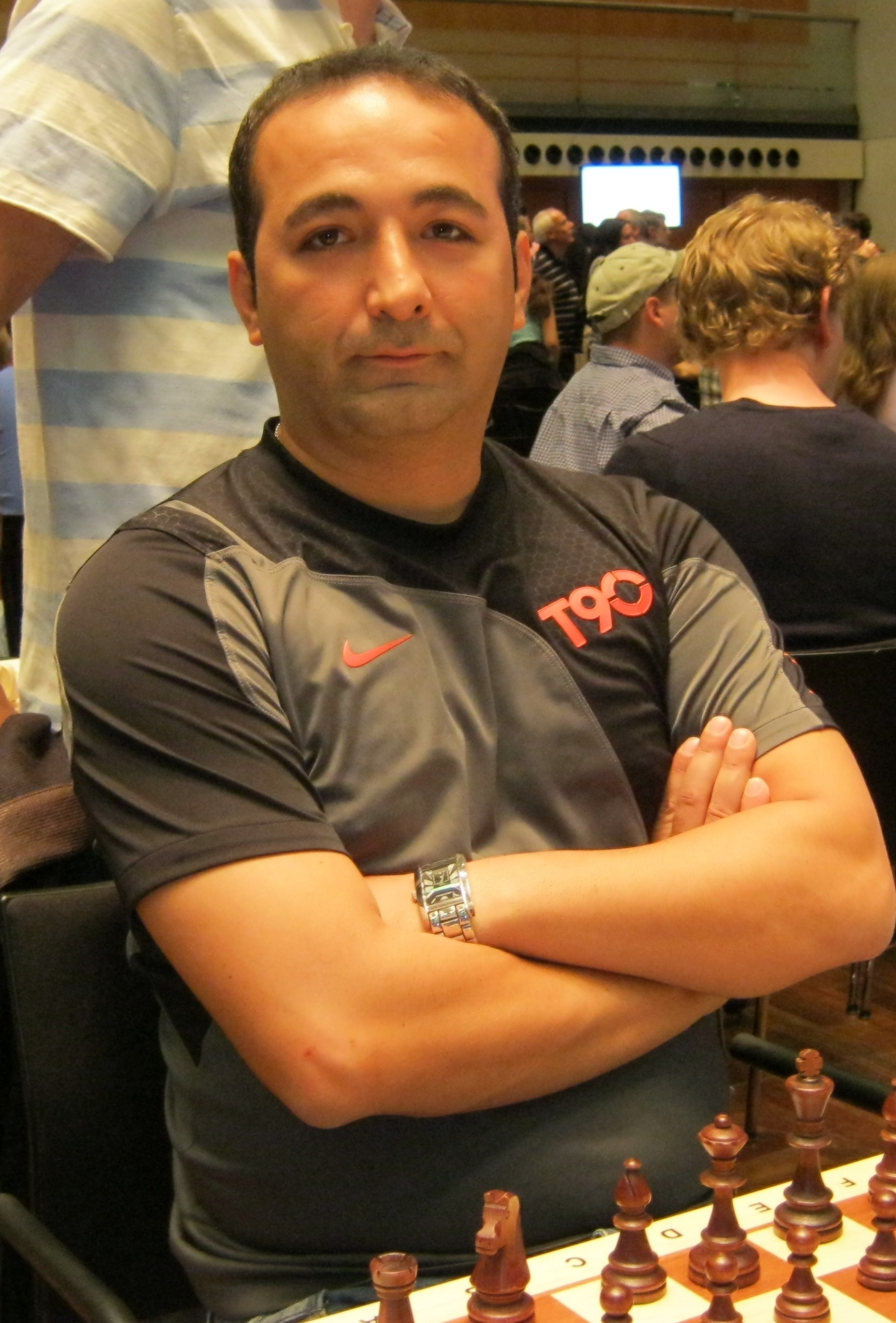
Morteza Mahjoob in 2010

Morteza Mahjoob (Perzisch: مرتضی محجوب) (Teheran, 20 maart 1980) is een Iraanse schaker met een FIDE-rating van 2442 in 2005 en 2354 in 2016. Hij is, sinds 2007, een grootmeester. 
In september 2005 won hij met 9½ punt uit 11 ronden het toernooi om het kampioenschap van Iran. 
Op 13 augustus 2009 vestigde hij het wereldrecord simultaanspelen. Hij wandelde 18 uur en won 397 partijen, behaalde 90 remises en verloor er 13. In oktober 2010 werd zijn record verbroken door Alik Gershon.

## Externe koppelingen
- (en)   Informatie over schaakpartijen van Morteza Mahjoob op ChessGames.com
- (en)   Informatie over schaakpartijen van Morteza Mahjoob op 365chess.com
- (en)  FIDE-ratinggegevens voor Morteza Mahjoob